# کرکبرتون
کرکبرتون (به انگلیسی: Kirkburton) یک روستا و محله مدنی در بریتانیا است که در کیرکلیس واقع شده‌است. کرکبرتون ۴٬۲۹۹ نفر جمعیت دارد.